# Peebu
Peebu – wieś w Estonii, w prowincji Võru, w gminie Mõniste.